# Santiago González
Santiago González Torre (født 24. februar 1983 i Córdoba, Mexico) er en professionel tennisspiller fra Mexico.